# Камиллы

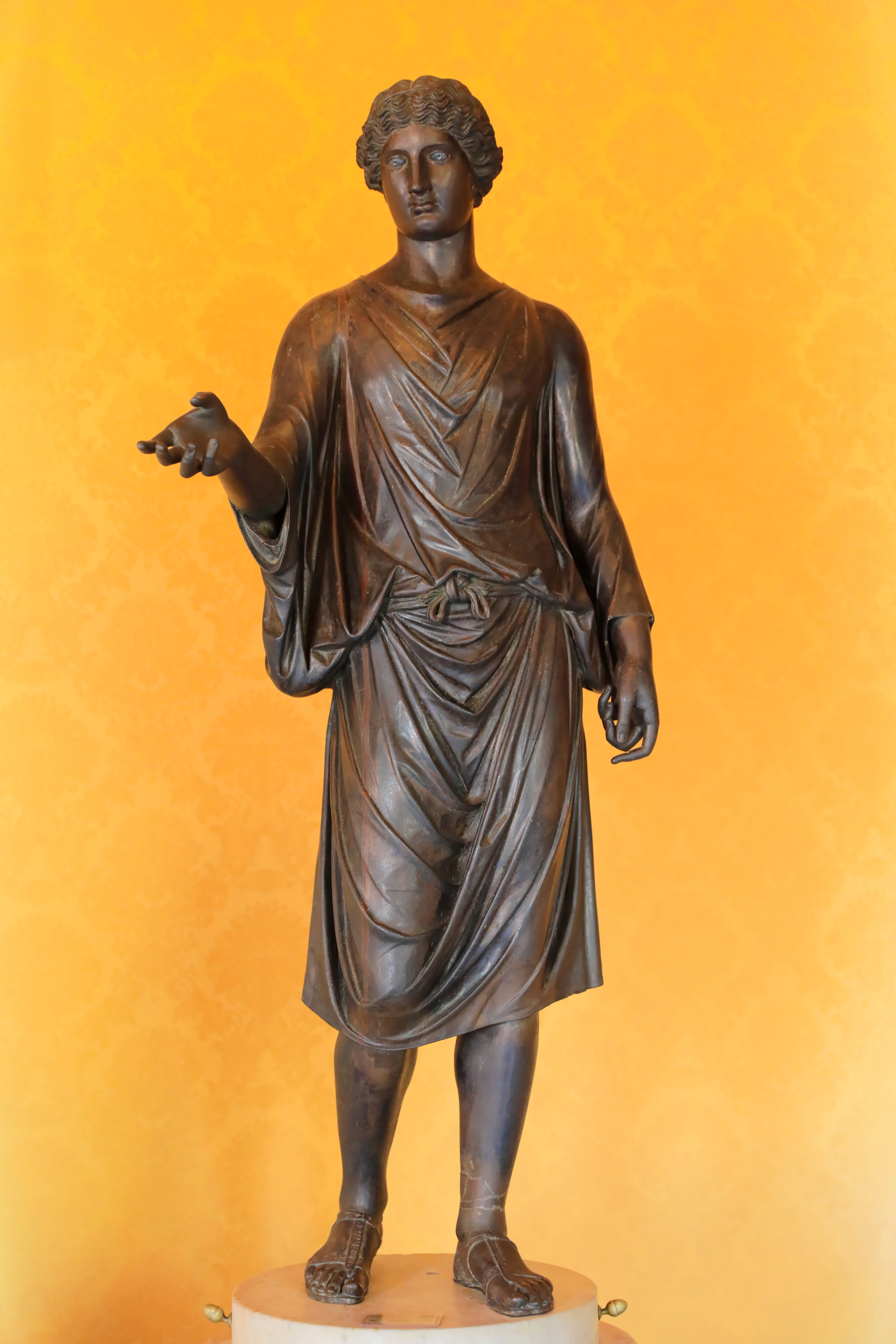
Статуя камилла в Капитолийском музее.

Камиллы (лат. camillus, женская форма лат. camilla) — в Древнем Риме мальчики и девочки, прислуживавшие при жертвоприношениях.
Камиллов избирали из числа молодых людей предподросткового возраста, иногда из детей самих священников. Кандидат должен был быть свободнорождённым и их родители должны были быть в живых. До III века до нашей эры их избирали из патрицианских семей.
Камиллов изображали в короткой тунике, в одной руке они держали ладан или патеру, а в другой небольшой кувшин.
Название камиллы связывают со словом др.-греч. κόσμος («κрасота, украшение») и с пеласго-тирренским богом Кадмилом, отождествлявшимся с Гермесом.